# Slættaratindur
De Slættaratindur is de hoogste berg op de Faeröer met een hoogte van 880 meter. De berg ligt in het noorden van het eiland Eysturoy, tussen de dorpen Eiði, Gjógv en Funningur. De naam Slættaratindur betekent Platte Top in het Faeröers.
De top kan worden bereikt na een klim van ongeveer vier uur. Hoewel het parcours soms vrij steil verloopt, zijn technische klimvaardigheden niet vereist. Bij goed weer heeft men vanaf de top een prachtig zicht over de gehele eilandengroep. In uitzonderlijke omstandigheden kan men de Vatnajökull op IJsland zien. Met een afstand van 550 km is dit het verste zicht, zoals vermeld in het Guinness Book of Records. De op een na hoogste berg op de Faeröer, de Gráfelli met een hoogte van 856 meter, ligt iets ten noordoosten van de Slættaratindur.
Op 21 juni, de langste dag van het jaar, is het een traditie om op de top van Slættaratindur te staan en de zon te zien ondergaan en weer opgaan.  

## Zie ook

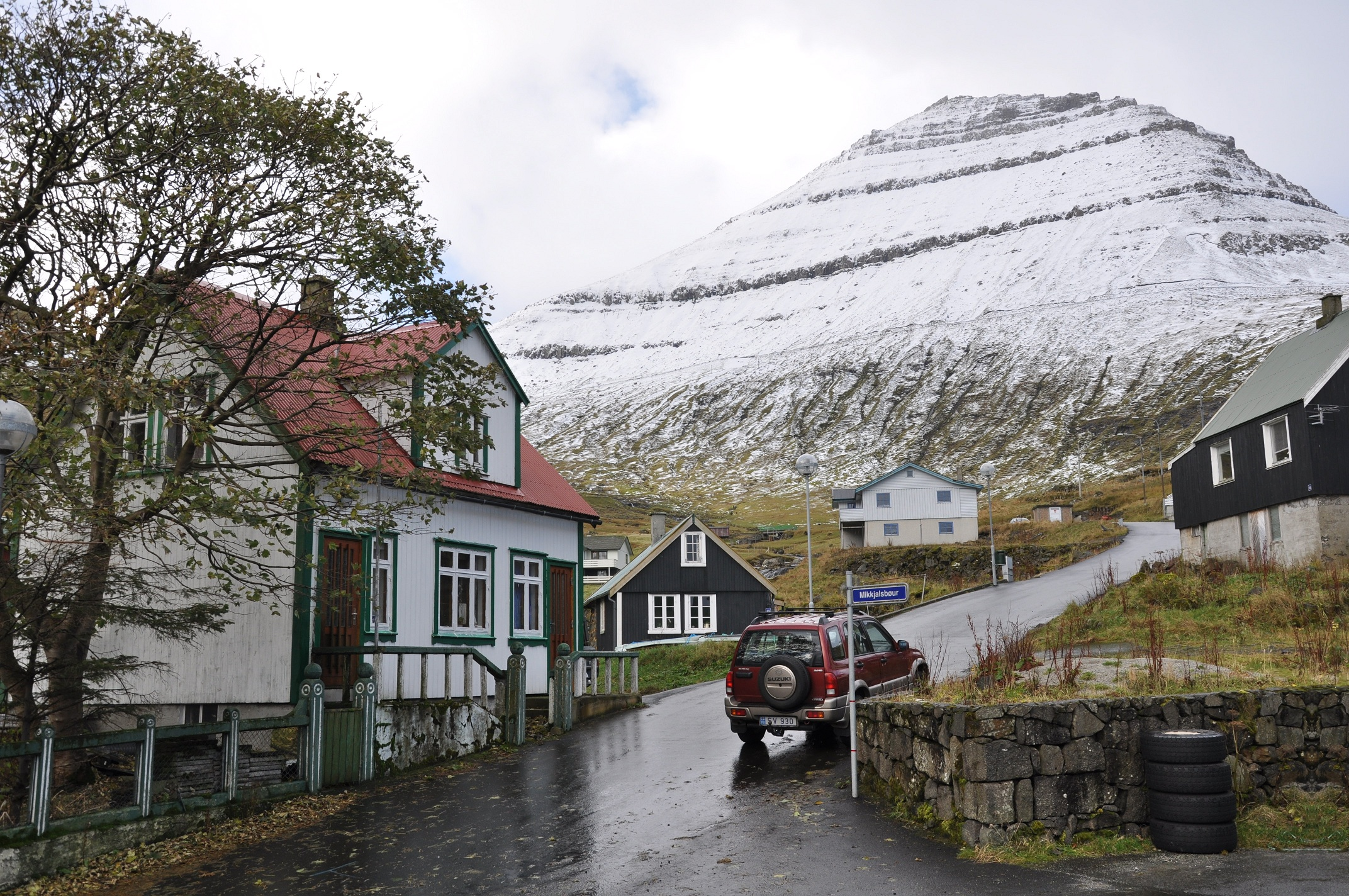
De Slættaratindur gezien vanuit de straatjes van Funningur